# 諸塚村
諸塚村（日语：／ Morotsuka son */?）是位於日本宮崎縣北部的一個村。屬東臼杵郡。

## 歷史

### 年表
- 1889年5月1日：實施町村制，設置諸塚村，隸屬西臼杵郡。[1]
- 1949年4月1日：改隸屬東臼杵郡。

## 外部連結
- （日語） 諸塚村商工會 （页面存档备份，存于）